# Dehtovská horka
Dehtovská horka (526 m n. m.) je vrch v okrese Trutnov Královéhradeckého kraje, ležící asi 5 km západně od Dvora Králové nad Labem. Západně až jižně leží sídla Horní Dehtov, Dolní Dehtov, Třebihošť, severně pak Bílá Třemešná. Zabrané katastrální území je Horní Dehtov a Bílá Třemešná. Dehtovská horka je nejvyšším vrcholem Bělohradské pahorkatiny.

## Popis vrchu
Jihozápadní svahy u Dehtovských sídel jsou zemědělsky využívány. Na severovýchodním svahu se nacházejí Skrýše (Komenského jeskyně). Jedná se o území dvou pseudokrasových jeskyň, v nichž se před svým útěkem do exilu ukrýval Jan Ámos Komenský. Na vrcholové plošině se nalézá telekomunikační vysílač a starý pískovcový lom.

## Geomorfologické zařazení
Vrch náleží do celku Jičínská pahorkatina, podcelku Bělohradská pahorkatina, okrsku Libotovský hřbet a podokrsku Hřibojedský hřbet.

## Přístup
Blízko vrcholu prochází žlutá turistická značka, o něco dále se kříží i červená a zelená. Automobilem se lze dostat nejlépe do Horního Dehtova ze silnice Dvůr Králové nad Labem – Miletín. Nejbližší železniční zastávka je Bílá Třemešná.